# Liste der Kulturdenkmale in Jonaswalde
In der Liste der Kulturdenkmale in Jonaswalde sind vorerst einige Kulturdenkmale der ostthüringischen Gemeinde Jonaswalde im Landkreis Altenburger Land aufgelistet. Diese Liste basiert nicht auf der offiziellen Denkmalliste der Unteren Denkmalschutzbehörde des Landkreises. Grundlage hierfür ist gegebenenfalls vorhandene Literatur beziehungsweise vorhandene Denkmalplaketten an den einzelnen Objekten. Deswegen ist diese Liste stark unvollständig.

## Jonaswalde
| Bild                           | Bezeichnung                   | Lage               | Datierung | Beschreibung | ID |
| ------------------------------ | ----------------------------- | ------------------ | --------- | ------------ | -- |
| weitere Bilder Fotos hochladen | Kirche                        | Dorfstraße (Karte) |           |              |    |
| Fotos hochladen                | Vierseithof mit Umgebindehaus | Dorfstraße 20      |           |              |    |

## Nischwitz
| Bild                           | Bezeichnung | Lage              | Datierung | Beschreibung | ID |
| ------------------------------ | ----------- | ----------------- | --------- | ------------ | -- |
| weitere Bilder Fotos hochladen | Kirche      | Nischwitz (Karte) |           |              |    |